# Morte de Adolf Hitler
Em 30 de abril de 1945, Adolf Hitler cometeu suicídio em seu Führerbunker, em Berlim. O político austríaco-alemão foi líder do Partido Nazista, chanceler da Alemanha de 1933 a 1945 e Führer ("líder") da Alemanha Nazista de 1934 a 1945. Eva Braun, com quem Hitler se tinha casado um dia antes, se matou em seguida com cianeto. De acordo com as instruções escritas e verbais do próprio Hitler, naquela tarde seus restos mortais foram carregados escada acima pela saída de emergência do bunker, encharcados de gasolina e incendiados no jardim da Chancelaria do Reich, fora do bunker.
Embora os registros nos arquivos soviéticos indiquem que os restos mortais queimados de Hitler e Braun foram recuperados e enterrados em vários locais até 1946, sendo por fim exumados novamente e cremados em 1970, isso se mostrou extremamente improvável, uma vez que testemunhas relataram não haver corpos remanescentes após a cremação, apenas cinzas. A sugestão de que os corpos foram exumados e reenterrados é considerada parte de uma campanha de desinformação soviética ordenada por Josef Stalin para semear confusão sobre a morte de Hitler.
A respeito da causa da morte de Hitler, um relato de uma testemunha não ocular afirma que ele morreu apenas por envenenamento, mas todas as três testemunhas que viram o corpo de Hitler imediatamente após seu suicídio testemunharam que ele morreu por conta de um tiro autoinfligido, embora duas digam que foi um tiro na têmpora, enquanto a outra diga que foi na boca. Otto Günsche, ajudante pessoal de Hitler e que manipulou os dois corpos, testemunhou que apesar do corpo de Eva Braun ter um cheiro forte de amêndoas queimadas — uma indicação de envenenamento por cianeto — não havia esse odor no corpo de Hitler, que cheirava a pólvora. Restos dentários peneirados do solo do jardim da Chancelaria foram comparados e combinaram com os registros dentários de Hitler.
Historiadores contemporâneos rejeitam relatos alternativos sobre a morte do líder nazista como sendo propaganda soviética. A notícia da morte de Hitler foi anunciada à Alemanha em 1.º de maio de 1945, um dia após sua ocorrência. Por razões políticas, a União Soviética apresentou várias versões diferentes sobre o destino de Hitler. Os soviéticos mantiveram o discurso, nos anos imediatamente após a guerra, de que Hitler não estava morto, que tinha escapado e estava sendo protegido pelos antigos Aliados Ocidentais.

## Contexto
No início de 1945, a Alemanha estava à beira do colapso militar total. A Polônia tinha sido tomada pelo Exército Vermelho, que se preparava para atravessar o Oder entre Küstrin e Frankfurt com o objetivo de capturar Berlim, que estava a 82 quilômetros para o oeste. As forças alemãs haviam perdido recentemente para os Aliados na Batalha de Ardenas, com as forças britânicas e canadenses cruzando o rio Reno até o coração industrial alemão no Vale do Ruhr. As forças estadunidenses no sul haviam capturado Lorena e avançavam em direção a Mainz, Mannheim e o Reno. As forças alemãs na Itália estavam se retirando para o norte, quando foram pressionadas pelas forças americanas e das colônias britânicas como parte da ofensiva da primavera para avançar através do Pó e para o sopé dos Alpes.

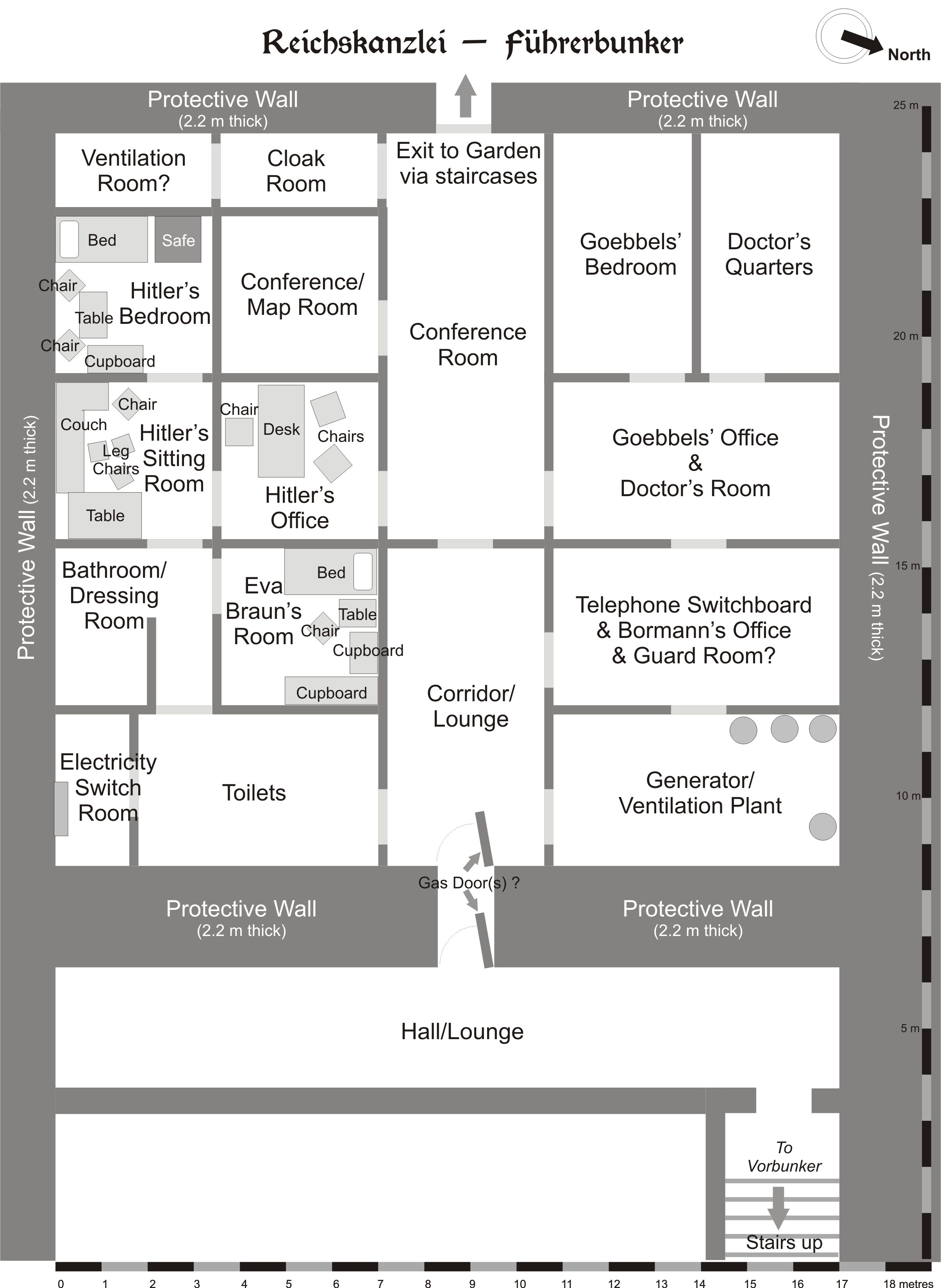
Diagrama esquemático do Führerbunker

Hitler retirou-se para seu Führerbunker em Berlim em 16 de janeiro de 1945. Estava claro para a liderança nazista que a Batalha por Berlim seria a batalha final da guerra na Europa. Cerca de 325 mil soldados do Grupo B do Exército da Alemanha foram cercados e capturados em 18 de abril, deixando o caminho livre para as forças soviéticas chegarem a Berlim. Em 11 de abril, os soviéticos atravessaram o Elba, 100 quilômetros a oeste da cidade. Em 16 de abril, as forças soviéticas ao leste cruzaram o Oder e começaram a batalha pelas Colinas de Seelow, a última grande linha defensiva que protegia Berlim naquele lado. Em 19 de abril, os alemães estavam em retirada total de Seelow. Berlim foi bombardeada pela artilharia soviética pela primeira vez em 20 de abril, dia que também era o aniversário de Hitler. Na noite de 21 de abril, os tanques do Exército Vermelho chegaram aos arredores da cidade.
Na tarde de 22 de abril, Hitler sofreu um colapso nervoso total ao ser informado de que as ordens que havia emitido no dia anterior para o destacamento do exército do general Felix Steiner para contra-ataque não haviam sido obedecidas. Hitler lançou um discurso contra a traição e a incompetência de seus comandantes, que culminou em uma declaração — pela primeira vez — de que a guerra estava perdida. Hitler anunciou que ficaria em Berlim até o fim e depois atiraria em si mesmo. Mais tarde naquele dia, ele perguntou ao médico da SS Dr. Werner Haase sobre o método mais confiável de suicídio. Haase sugeriu o "método de pistola e veneno", que consistia em combinar uma dose de cianeto com um tiro na cabeça. O chefe da Luftwaffe, o Reichsmarschall Hermann Göring, soube disso e enviou um telegrama a Hitler pedindo permissão para assumir a liderança do Reich, de acordo com o decreto de Hitler de 1941, que o nomeava como seu sucessor. O secretário de Hitler, Martin Bormann, convenceu-o de que Göring estava ameaçando um golpe. Em resposta, Hitler informou a Göring que ele seria executado a menos que renunciasse a todos os seus postos. Mais tarde naquele dia, ele demitiu Göring de todos os seus cargos e ordenou sua prisão.
Em 27 de abril, Berlim foi isolada do resto da Alemanha. As comunicações de rádio seguras com as unidades defensoras foram perdidas; a equipe de comando no bunker dependia das linhas telefônicas, para passar instruções e pedidos, e do rádio público, para obter notícias e informações. Em 28 de abril, Hitler recebeu um relatório da BBC originário da Reuters; o relatório afirmava que Reichsführer-SS Heinrich Himmler havia oferecido rendição aos Aliados Ocidentais. A oferta foi recusada. Himmler deu a entender aos Aliados que ele tinha autoridade para negociar a rendição, o que Hitler considerou uma traição. Naquela tarde, a raiva e a amargura de Hitler aumentaram contra Himmler. Hitler ordenou a prisão de Himmler e a morte de Hermann Fegelein por deserção (representante da SS de Himmler na sede de Hitler).

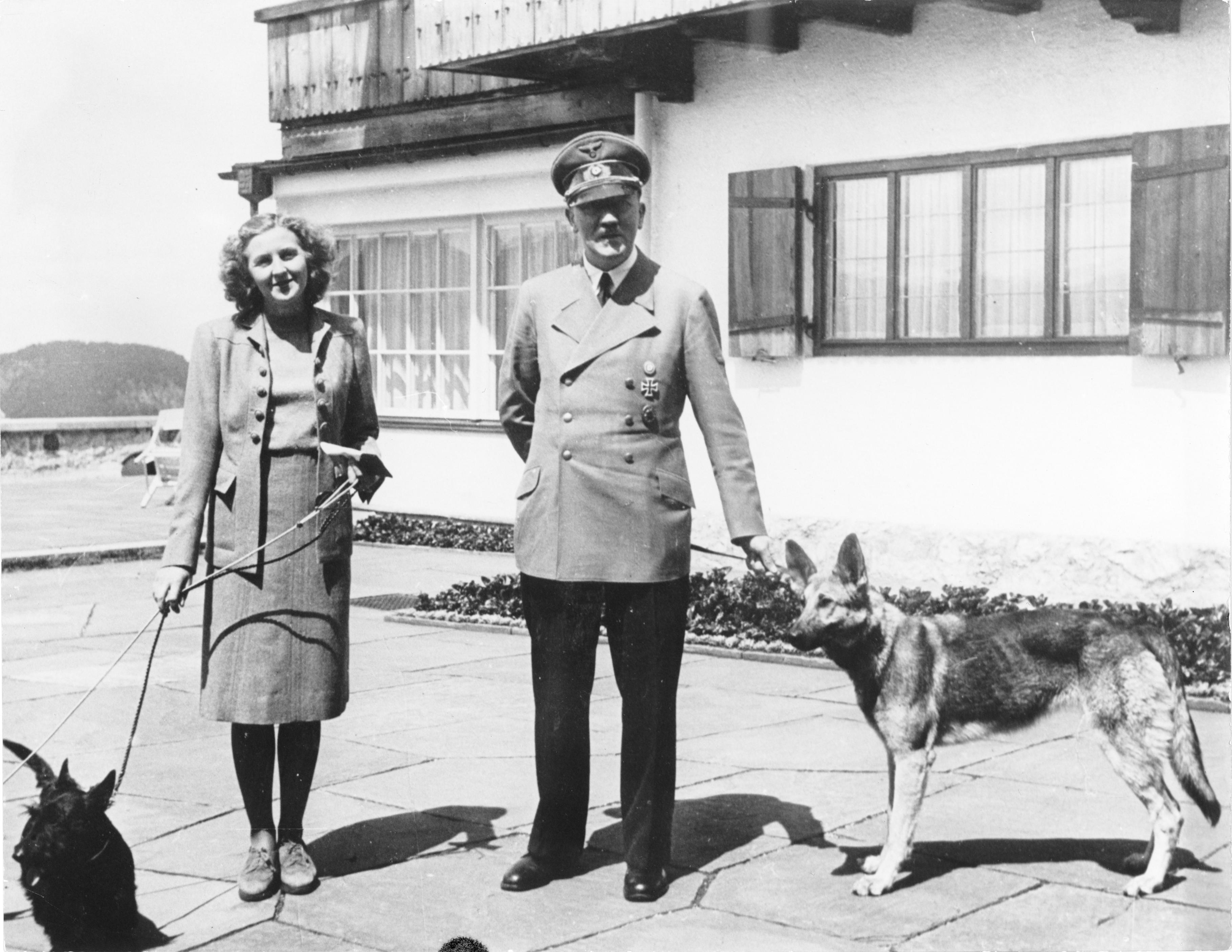
Eva Braun e Hitler (com Blondi), junho de 1942

A essa altura, o Exército Vermelho avançara para a Potsdamer Platz e tudo indicava que estava se preparando para invadir a Chancelaria. Este relatório e a traição de Himmler levaram Hitler a tomar as últimas decisões de sua vida. Pouco depois da meia-noite de 29 de abril, ele se casou com Eva Braun em uma pequena cerimônia civil em uma sala de mapas dentro do Führerbunker. Hitler então organizou um café da manhã modesto com sua nova esposa, após o qual levou a secretária Traudl Junge para outra sala e ditou sua última vontade e testamento. Precisou que as instruções fossem executadas imediatamente após sua morte, com o almirante Karl Dönitz e Joseph Goebbels assumindo os papéis de Hitler como chefe de Estado e chanceler, respectivamente. Ele assinou esses documentos às 4h e depois foi dormir. Algumas fontes dizem que ele ditou o testamento imediatamente antes do casamento, mas todas concordam com o momento da assinatura.
Na tarde de 29 de abril, Hitler soube que seu aliado, Benito Mussolini, havia sido executado por guerrilheiros italianos. Os corpos de Mussolini e sua amante, Clara Petacci, foram amarrados pelos calcanhares. Os cadáveres foram posteriormente cortados e jogados na sarjeta, onde foram ridicularizados pelos dissidentes italianos. Esses eventos podem ter fortalecido a determinação de Hitler de não permitir que ele ou sua esposa se tornassem um "espetáculo", como ele havia registrado anteriormente em seu testamento.

## Suicídio

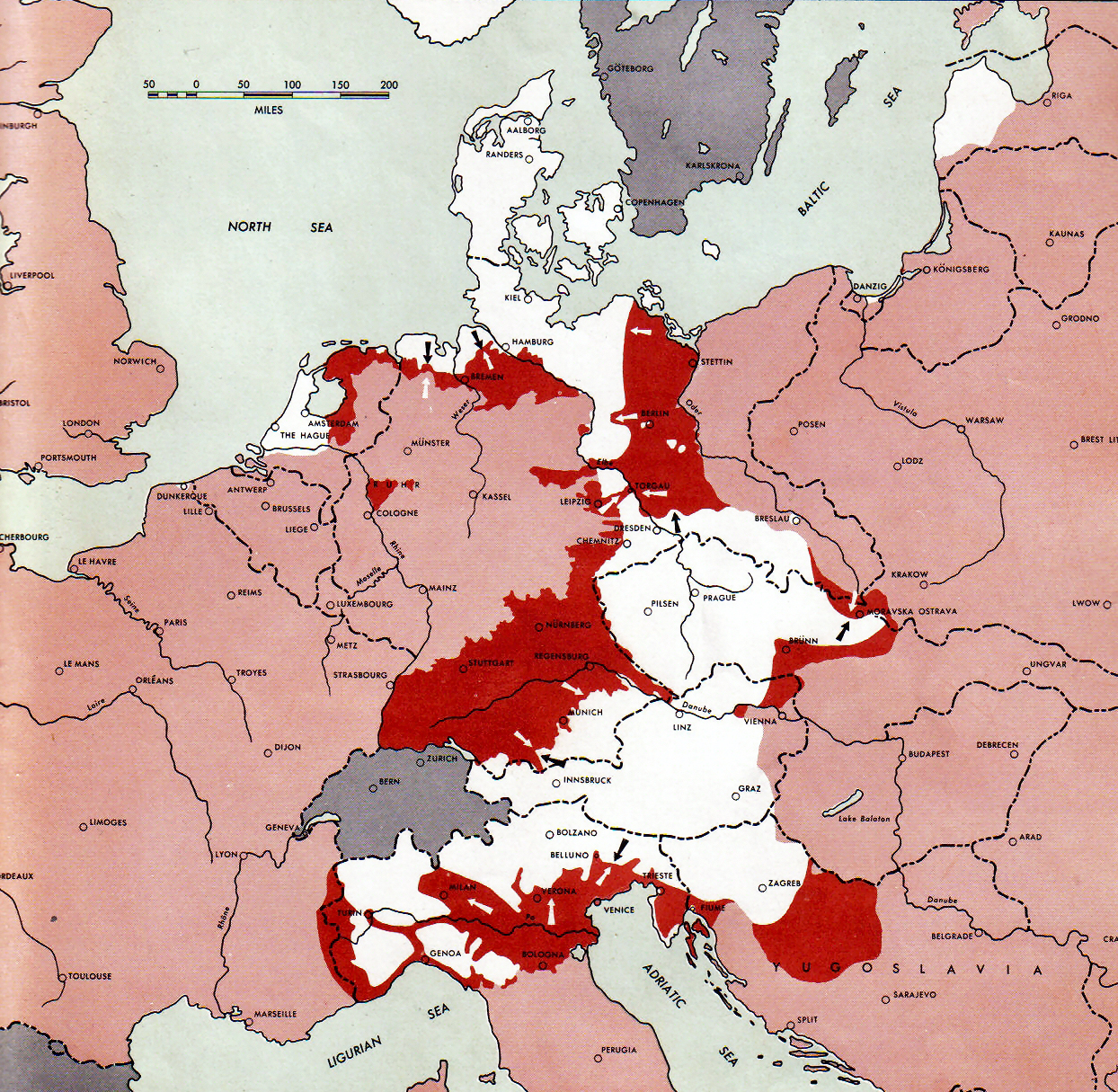
Situação da Segunda Guerra Mundial na Europa no momento da morte de Hitler. As áreas brancas eram controladas pelas forças nazistas, as áreas rosa eram controladas pelos Aliados e as áreas vermelhas indicam avanços recentes das forças aliadas

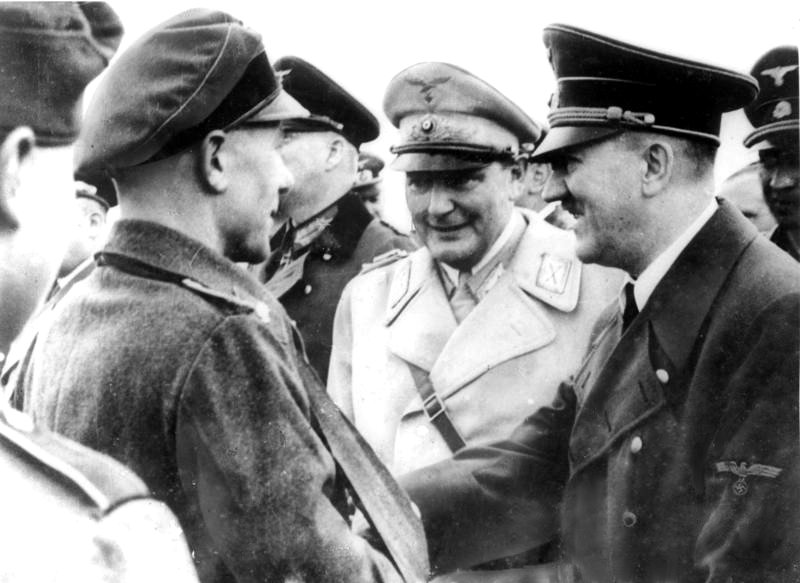
Hitler (à direita) visitando os defensores de Berlim no início de abril de 1945 com Hermann Göring (centro)

Hitler e Braun viveram juntos como marido e mulher no bunker por menos de 40 horas. À 1h de 30 de abril, o general Wilhelm Keitel havia informado que todas as forças às quais Hitler dependia para resgatar Berlim haviam sido cercadas ou forçadas a entrar na defensiva. Por volta das 2h30, Hitler apareceu no corredor onde cerca de 20 pessoas, a maioria mulheres, estavam reunidas para se despedir. Ele andou na fila e apertou a mão de cada uma delas antes de se retirar para seus aposentos. No final da manhã, com os soviéticos a menos de 500 metros do bunker, Hitler teve uma reunião com o general Helmuth Weidling, comandante da Área de Defesa de Berlim. Ele disse a Hitler que a guarnição provavelmente ficaria sem munição naquela noite e que os combates em Berlim terminariam inevitavelmente nas próximas 24 horas. Weidling pediu permissão a Hitler para uma fuga; esse era um pedido que ele havia feito sem sucesso antes. Hitler não respondeu e Weidling voltou para sua sede no bloco Bendler. Por volta das 13h, recebeu a permissão de Hitler para tentar escapar naquela noite. Hitler, dois secretários e seu cozinheiro pessoal almoçaram, depois Hitler e Braun se despediram de membros da equipe do Führerbunker e colegas, como Bormann, Goebbels e sua família, secretários e vários oficiais militares. Por volta das 14h30, Adolf e Eva Hitler entraram no escritório pessoal de Hitler.
Várias testemunhas relataram mais tarde que ouviram um tiro alto por volta de 15h30. Depois de esperar alguns minutos, o criado de Hitler, Heinz Linge, abriu a porta do escritório com Bormann ao seu lado. Posteriormente, Linge afirmou que notou imediatamente um perfume de amêndoas queimadas, uma observação comum na presença de ácido prússico (cianeto de hidrogênio). O ajudante de Hitler, SS-Sturmbannführer Otto Günsche, entrou na sala de estudos logo depois e encontrou os dois corpos sem vida no sofá. Eva, com as pernas esticadas, estava à esquerda de Hitler afastado dela. Günsche afirmou que o corpo de Hitler estava "sentado ... afundado, com sangue pingando da têmpora direita. Ele havia se matado com sua própria pistola, a Walther PPK 7.65." A arma estava aos seus pés e, de acordo com o SS-Oberscharführer Rochus Misch, a cabeça de Hitler estava sobre a mesa. O sangue que escorria de Hitler havia produzido uma grande mancha no braço direito do sofá e estava se acumulando no tapete. Segundo Linge, o corpo de Eva não apresentava feridas físicas visíveis e seu rosto mostrava como ela havia morrido - envenenada por cianeto.
Günsche deixou o escritório e anunciou que Hitler estava morto. De acordo com as instruções verbais e escritas de Hitler, os dois corpos foram carregados pelas escadas e pela saída de emergência do bunker para o jardim atrás da Chancelaria do Reich, onde seriam queimados com gasolina. Misch relatou a morte de Hitler a Franz Schädle e voltou à central telefônica, lembrando depois de alguém gritando que o corpo de Hitler estava sendo queimado. Depois que as primeiras tentativas de acender a gasolina não funcionaram, Linge voltou para dentro do bunker e voltou com um rolo grosso de papel. Bormann acendeu os papéis e jogou-os sobre os corpos. Quando os dois cadáveres pegaram fogo, um grupo incluindo Bormann, Günsche, Linge, Goebbels, Erich Kempka, Peter Högl, Ewald Lindloff e Hans Reisser ergueu os braços em saudação enquanto eles ficaram do lado de fora da porta do bunker.

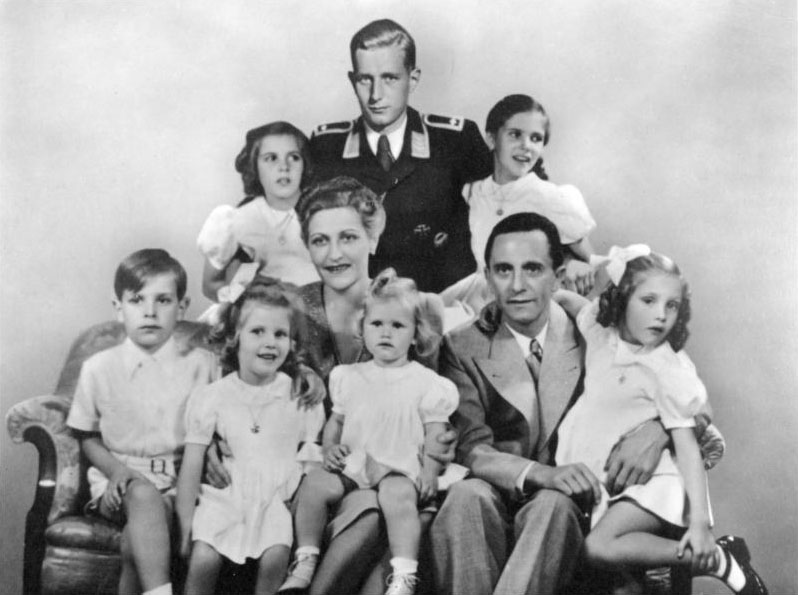
Joseph Goebbels, sua esposa Magda e seus seis filhos. Na parte de trás está o enteado de Goebbels, Harald Quandt, o único membro da família a sobreviver à guerra.

Por volta das 16h15, Linge ordenou que SS-Untersturmführer Heinz Krüger e SS-Oberscharführer Werner Schwiedel enrolassem o tapete no escritório de Hitler para queimá-lo. Schwiedel afirmou mais tarde que, ao entrar no estudo, viu uma poça de sangue do tamanho de um "grande prato de jantar" ao lado do apoio de braço do sofá. Percebendo um estojo de cartucho gasto, ele se abaixou e o pegou de onde estava no tapete cerca de 1 mm a partir de uma pistola de 7.65. Os dois homens removeram o tapete manchado de sangue, subiram as escadas e saíram para o jardim da Chancelaria. Lá, o tapete foi colocado no chão e queimado.
Os soviéticos cercaram a área dentro e ao redor da Chancelaria do Reich durante a tarde. Os guardas da SS trouxeram latas adicionais de gasolina para queimar ainda mais os cadáveres. Linge notou mais tarde que o fogo não destruiu completamente os restos mortais, pois os cadáveres estavam sendo queimados a céu aberto, onde a distribuição de calor varia. Os cadáveres queimaram das 16h às 18h30, quando Lindloff e Reisser cobriram os restos mortais em uma cova rasa.

## Impactos

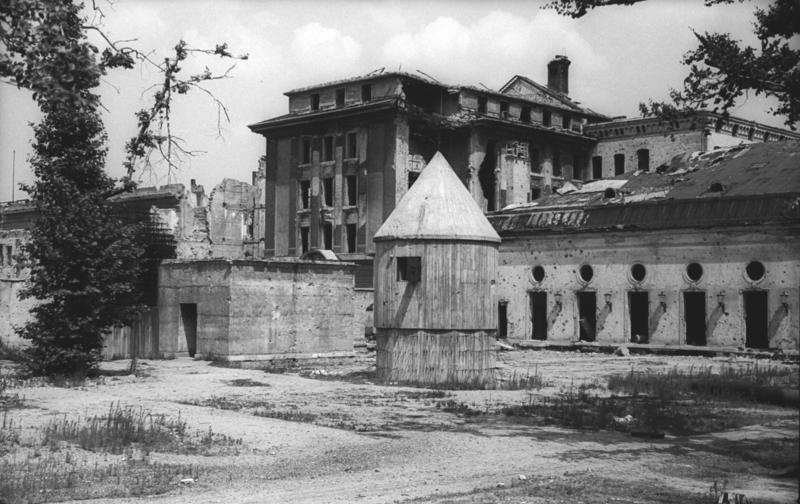
Foto de julho de 1947 da entrada dos fundos do Führerbunker no jardim da Chancelaria do Reich. Os corpos de Hitler e Eva Braun foram queimados em um buraco de granada em frente à saída de emergência à esquerda; a estrutura em forma de cone no centro servia para ventilação e como abrigo contra bombas para os guardas.

Os alemães foram os primeiros a revelar a morte de Hitler. Em 1.º de maio, a estação de rádio Reichssender Hamburg interrompeu sua programação normal para anunciar que Hitler havia morrido naquela tarde e apresentou seu sucessor, o presidente Karl Dönitz. Dönitz exortou o povo alemão a lamentar seu Führer, que, segundo ele, havia morrido como um herói defendendo a capital do Reich. Na esperança de salvar o exército e a nação negociando uma rendição parcial aos britânicos e estadunidenses, Dönitz autorizou uma retirada de combate para o oeste. Sua tática foi um tanto bem-sucedida: permitiu que cerca de 1,8 milhão de soldados alemães evitassem a captura pelos soviéticos, mas teve um alto custo em derramamento de sangue, pois as tropas continuaram a lutar até 8 de maio.
O general Hans Krebs encontrou o general soviético Vasily Chuikov pouco antes das 4h de 1.º de maio, dando a notícia da morte de Hitler, enquanto tentava negociar um cessar-fogo e abrir "negociações de paz". Stalin foi informado do suicídio de Hitler por volta das 4h05, horário de Berlim, treze horas após a morte do líder nazista. Stalin exigiu rendição incondicional, a qual Krebs não tinha autorização para dar. Stalin queria confirmação da morte de Hitler e ordenou que a unidade SMERSH do Exército Vermelho encontrasse o cadáver. Nas primeiras horas da manhã de 2 de maio, os soviéticos capturaram a Chancelaria do Reich. Dentro do Führerbunker, o general Krebs e o general Wilhelm Burgdorf cometeram suicídio com um tiro na cabeça.
Em 4 de maio, os restos mortais de Hitler, Braun e dois cães (que se acreditam ser Blondi e sua filha, Wulf) foram descobertos em uma cratera pelo comandante do SMERSH, Ivan Klimenko. Os restos foram exumados no dia seguinte e secretamente entregues à Seção de Contraespionagem SMERSH do 3.º Exército de Assalto em Buch. Stalin temia que Hitler não estivesse realmente morto e restringiu a divulgação de informações ao público. Em 11 de maio, parte de uma mandíbula inferior com trabalho odontológico foi identificada como a de Hitler; o assistente do dentista, Käthe Heusermann, e o técnico em odontologia, Fritz Echtmann, confirmaram os restos dentários de Hitler e Braun. Os detalhes da autópsia soviética foram divulgados em 1968 e usados pelos odontólogos Reidar F. Sognnaes e Ferdinand Strøm, da Universidade da Califórnia em Los Angeles, para confirmar os restos mortais de Hitler em 1972.

Fotografias soviéticas dos restos dentários de Hitler, publicadas em 1968

Em 2017, o patologista forense francês Philippe Charlier confirmou que os restos mortais nos arquivos soviéticos, incluindo dentes em um fragmento do maxilar, estavam em "perfeita concordância" com as radiografias tiradas de Hitler em 1944. Charlier usou microscopia eletrônica para examinar o tártaro, que continha apenas fibras vegetais, um detalhe consistente com o vegetarianismo de Adolf Hitler. Um artigo de 2018 com coautoria de Charlier conclui que esses restos "não podem ser falsos", citando seu desgaste significativo. Nenhum resíduo de pólvora foi detectado, indicando que Hitler não morreu por um tiro na boca.
No início de junho de 1945, os corpos de Hitler, Braun, Joseph e Magda Goebbels, as seis crianças Goebbels, Krebs, Blondi e outro cachorro foram transferidos de Buch para Finow, onde o guarda das SS que enterrou Hitler identificou seus restos mortais. Os corpos foram enterrados em uma floresta em Brandemburgo em 3 de junho e finalmente exumados e transferidos para as novas instalações da unidade SMERSH em Magdeburgo, onde foram enterrados em cinco caixas de madeira em 21 de fevereiro de 1946. Em 1970, a instalação estava sob o controle da KGB e estava programada para ser devolvida à Alemanha Oriental. Preocupado com o fato de que o local de sepultamento de Hitler se tornasse um santuário neonazista, o diretor da KGB, Iúri Andropov, autorizou uma operação para destruir os restos, que foram enterrados lá em 1946. Uma equipe da KGB recebeu cartas detalhadas sobre o local do enterro e, em 4 de abril de 1970, secretamente exumou os restos mortais de 10 ou 11 corpos "em um estado avançado de decomposição". Os restos foram completamente queimados e esmagados, e as cinzas jogadas no rio Biederitz, um afluente do próximo Elba.

Winston Churchill senta-se em uma cadeira danificada do Führerbunker em julho de 1945.

Por razões políticas, a União Soviética apresentou várias versões do destino de Hitler. Quando perguntado em julho de 1945 como Hitler havia morrido, Stalin disse que ele estava morando "na Espanha ou na Argentina". Em novembro de 1945, Dick White, chefe da contrainteligência no setor britânico de Berlim, pediu ao agente Hugh Trevor-Roper que investigasse o assunto para combater as reivindicações soviéticas. Seu relatório foi publicado em 1947 como Os Últimos Dias de Hitler. Nos anos imediatamente após a guerra, os soviéticos sustentaram que Hitler não estava morto, mas havia escapado e estava sendo protegido pelos ex-aliados ocidentais.
Em 30 de maio de 1946, agentes de MVD recuperaram dois fragmentos de um crânio da cratera onde Hitler foi enterrado. O osso parietal esquerdo teve dano de tiro. Esta peça permaneceu não catalogada até 1975 e foi redescoberta nos Arquivos Estatais Russos em 1993. Em 2009, testes forenses e de DNA foram realizados em uma pequena peça separada do fragmento do crânio, que as autoridades soviéticas há muito acreditavam ser de Hitler. Segundo os pesquisadores estadunidenses, seus testes revelaram que realmente pertencia a uma mulher e o exame das suturas do crânio a colocou com menos de 40 anos de idade.
No final das décadas de 1940 e 1950, o FBI e a CIA documentaram muitas pistas possíveis de que Hitler ainda estaria vivo, apesar de não dar credibilidade a nenhuma delas. Os documentos foram desclassificados sob a Lei de Divulgação de Crimes de Guerra Nazistas e começaram a ser divulgados on-line no início de 2010. O segredo em que a investigação foi encoberta inspirou várias teorias da conspiração.
Em 29 de dezembro de 1949, um dossiê secreto foi apresentado a Stalin, baseado no questionamento completo dos nazistas que estavam presentes no Führerbunker, incluindo Günsche e Linge. Os historiadores ocidentais foram autorizados a entrar nos arquivos da antiga União Soviética a partir de 1991, mas o dossiê permaneceu desconhecido por 12 anos; em 2005, foi publicado como The Hitler Book.
Em 1968, o jornalista soviético Lev Bezymenski publicou seu livro, que incluía detalhes da autópsia. O suposto exame forense soviético liderado por Faust Shkaravski concluiu que Hitler havia morrido por envenenamento por cianeto, enquanto Bezymenski teorizou que Hitler solicitou um golpe de misericórdia para garantir sua morte rápida. Bezymenski mais tarde admitiu que seu trabalho incluía "mentiras deliberadas", como a maneira da morte de Hitler.

## Teorias conspiratórias

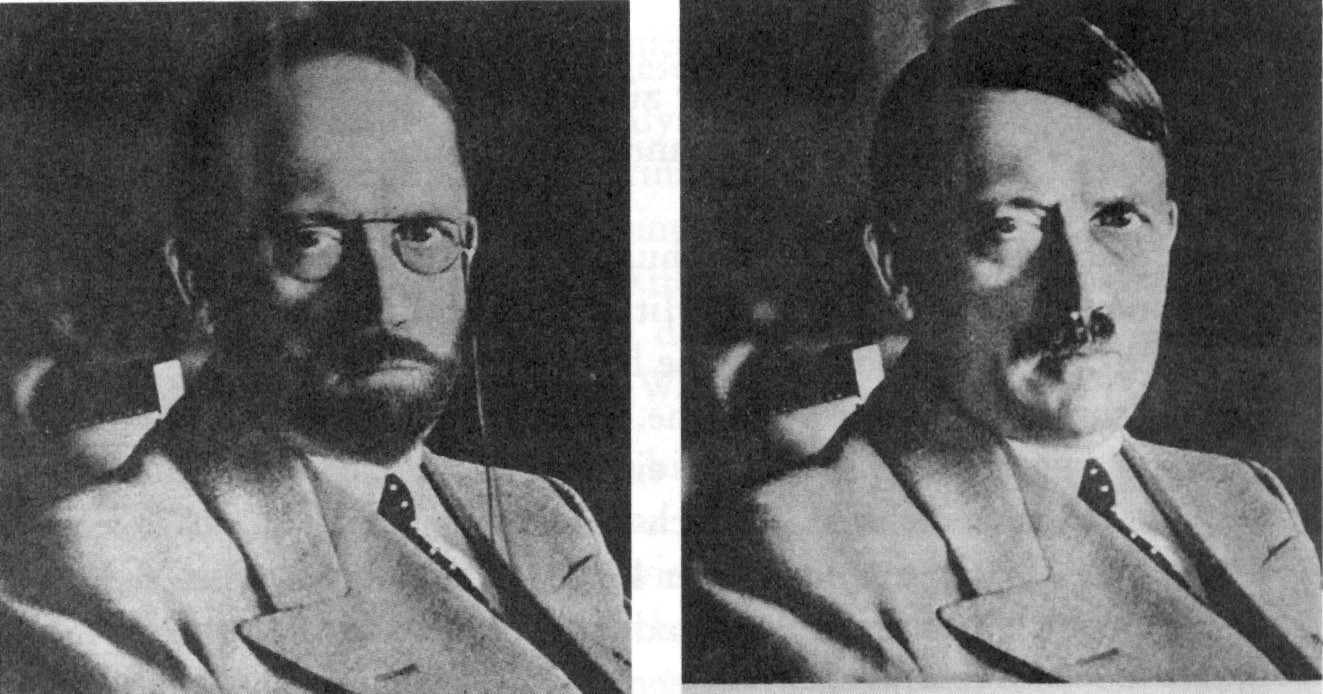
Hitler retratado pelo Serviço Secreto dos Estados Unidos em 1944, com o objetivo de demostrar como ele poderia se disfarçar para tentar escapar da captura

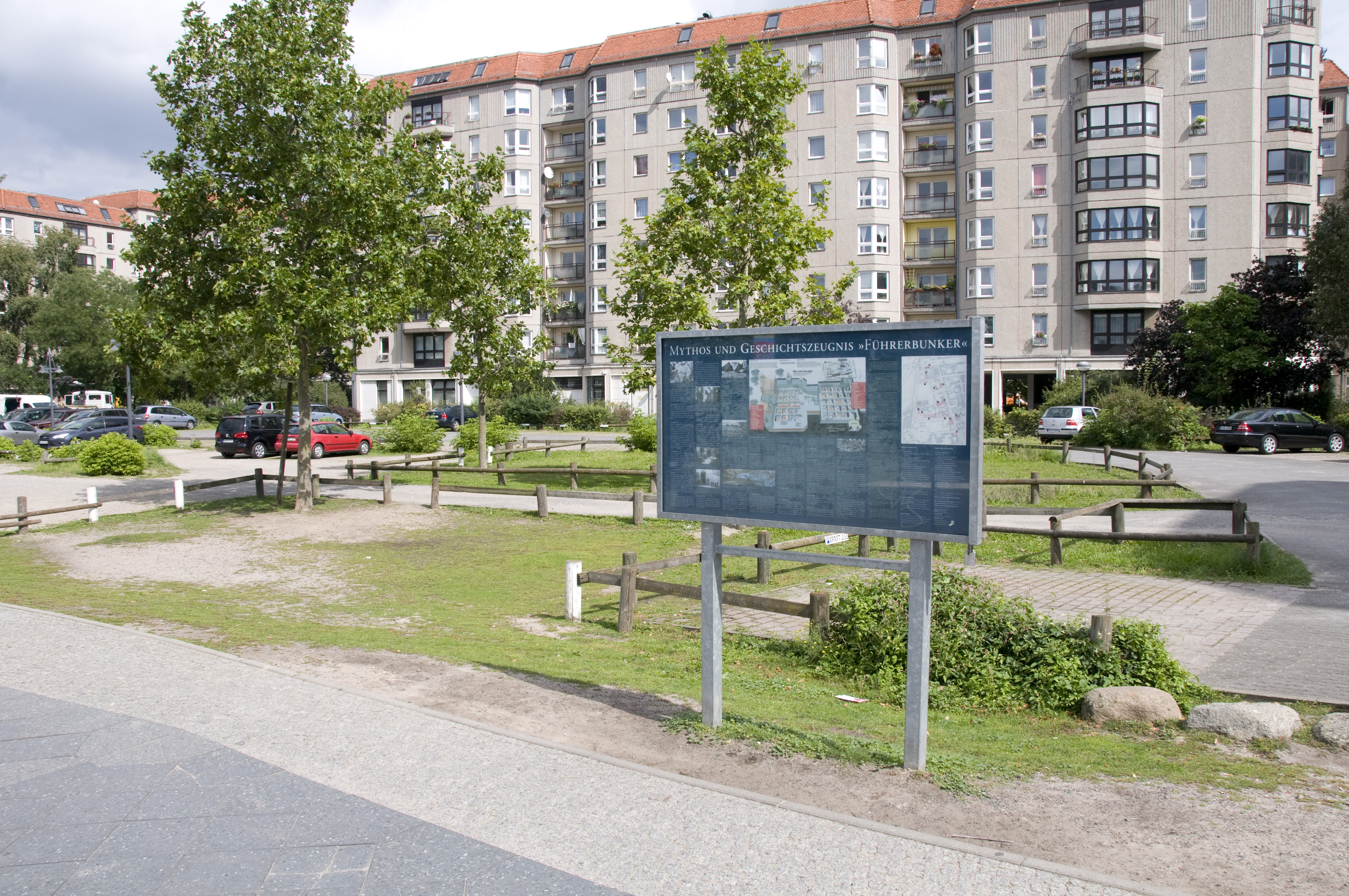
Local do Führerbunker em 2011, onde Hitler passou seus últimos dias em Berlim

As teorias da conspiração sobre a morte de Adolf Hitler questionam o suicídio no Führerbunker em 30 de abril de 1945. A maioria delas sustenta que Hitler e sua esposa, Eva Braun, sobreviveram e escaparam de Berlim, da Alemanha e da Europa. Embora essas suposições tenham recebido alguma exposição na cultura popular, esses pontos de vista são considerados por historiadores e especialistas científicos como teorias marginais sem comprovação.
O mito de que Hitler e Eva não teriam cometido suicídio e teriam escapado foi levado a público pelo marechal Gueorgui Júkov em uma entrevista coletiva aos 9 de junho de 1945 sob ordens do líder soviético Josef Stalin. Quando perguntado na Conferência de Potsdam, em julho de 1945, como Hitler havia morrido, Stalin afirmou que o líder nazista estava morando "na Espanha ou na Argentina". Em julho de 1945, os jornais britânicos repetiram comentários de um oficial soviético de que um corpo carbonizado descoberto pelos soviéticos era "um dublê muito pobre". Os jornais estadunidenses também repetiram citações duvidosas, como a do comandante da guarnição russa de Berlim, segundo o qual, Hitler teria se escondido em "algum lugar da Europa". Essa desinformação, propagada pelo governo de Stalin, tem alimentado várias teorias da conspiração, apesar da conclusão oficial das potências ocidentais e do consenso de historiadores de que Hitler, de fato, se matou em 30 de abril de 1945, e até causou um pequeno ressurgimento do nazismo durante a ocupação aliada da Alemanha.
A primeira investigação detalhada pelas potências ocidentais começou em novembro de 1945, depois que Dick White, então chefe de contrainteligência no setor britânico de Berlim, fez seu agente Hugh Trevor-Roper investigar o assunto para combater as reivindicações soviéticas. Suas descobertas, de que Hitler e Braun haviam morrido por suicídio em Berlim, foram escritas em um relatório em 1946 e publicadas em um livro no ano seguinte. Sobre o caso, Trevor-Roper refletiu "o desejo de inventar lendas e contos de fadas … é (maior) que o amor à verdade". Em 1947, 51% dos estadunidenses consultados acreditavam que Hitler ainda estava vivo.
Gray Wolf

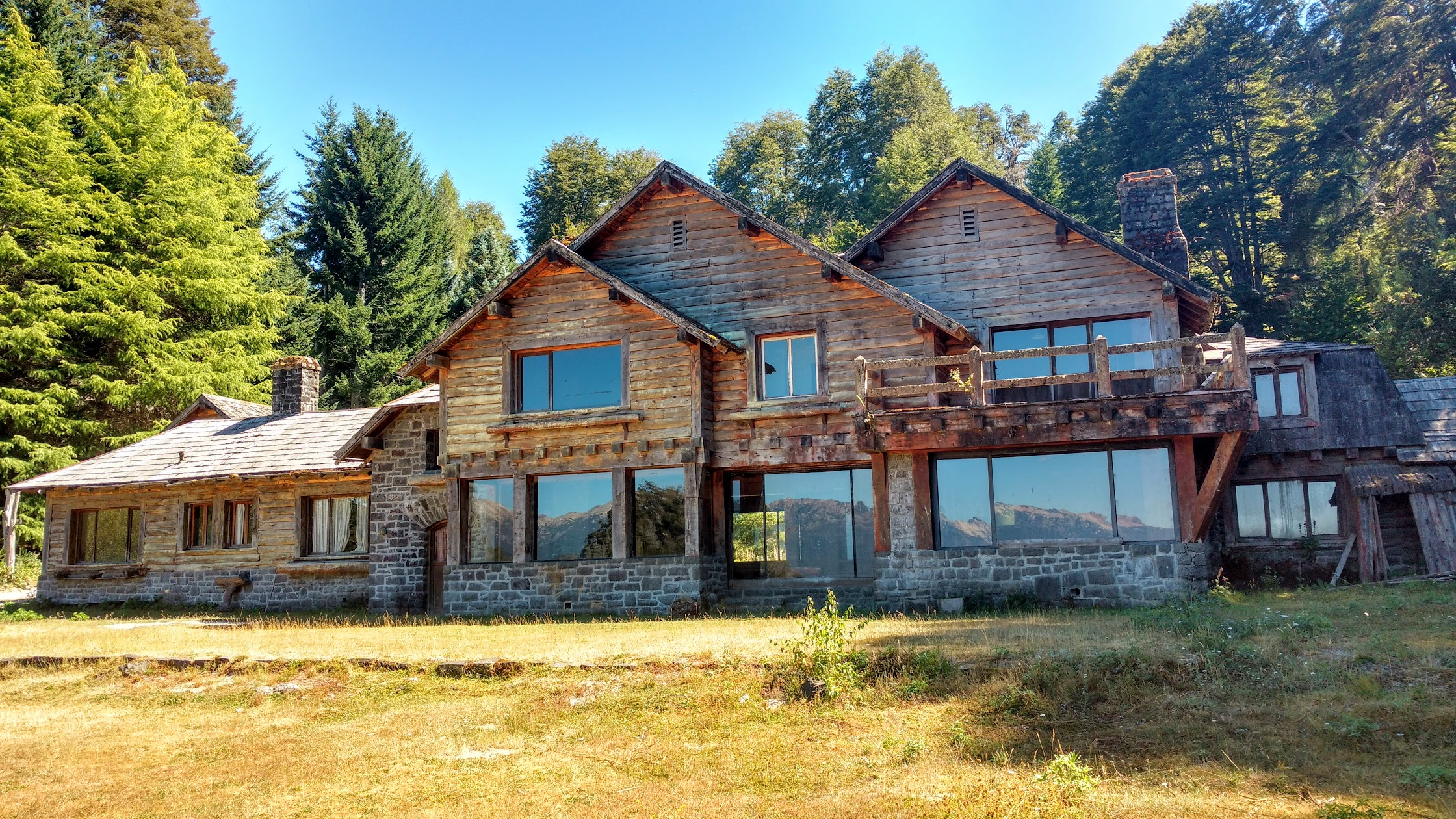
A Casa Inalco, perto do atual assentamento de Villa la Angostura, na Argentina. De acordo com as teorias conspiratórias, Hitler teria vivido nessa residência alguns anos depois de 1945.

Algumas obras, como Gray Wolf: The Escape of Adolf Hitler, dos autores britânicos Simon Dunstan e Gerrard Williams, sugerem que Hitler e Braun não cometeram suicídio, mas, na verdade, escaparam para a Argentina. O cenário proposto por esses dois autores é o seguinte: vários submarinos teriam levado certos nazistas para a Argentina, onde teriam sido apoiados pelo então futuro presidente Juan Perón, que, com sua esposa "Evita", teriam recebido dinheiro dos nazistas por algum tempo. Hitler supostamente teria se deslocado à Argentina, ficando primeiro na Hacienda San Ramón, a leste de San Carlos de Bariloche. Hitler, então, teria se mudado para uma mansão de estilo bávaro em Inalco, um local remoto e pouco acessível no extremo noroeste do lago Nahuel Huapi, perto da fronteira chilena. Por volta de 1954, Eva Braun teria deixado Hitler e se mudado para Neuquén com sua filha Ursula ("Uschi"); enquanto Hitler teria morrido em fevereiro de 1962.
Essa teoria da fuga de Hitler para a Argentina foi descartada por historiadores, incluindo Guy Walters, que descreveu a teoria de Dunstan e Williams como "lixo" e acrescentou: "Não há base nisso. Apela para as fantasias iludidas dos teóricos da conspiração". Walters afirma que "é simplesmente impossível acreditar que tantas pessoas possam manter um engano tão grande escala de forma tão silenciosa" e diz que nenhum historiador sério daria credibilidade à história. Walters "encontrou pouco para fomentar a crença nas reivindicações dos teóricos da conspiração".
Phillip Citroen

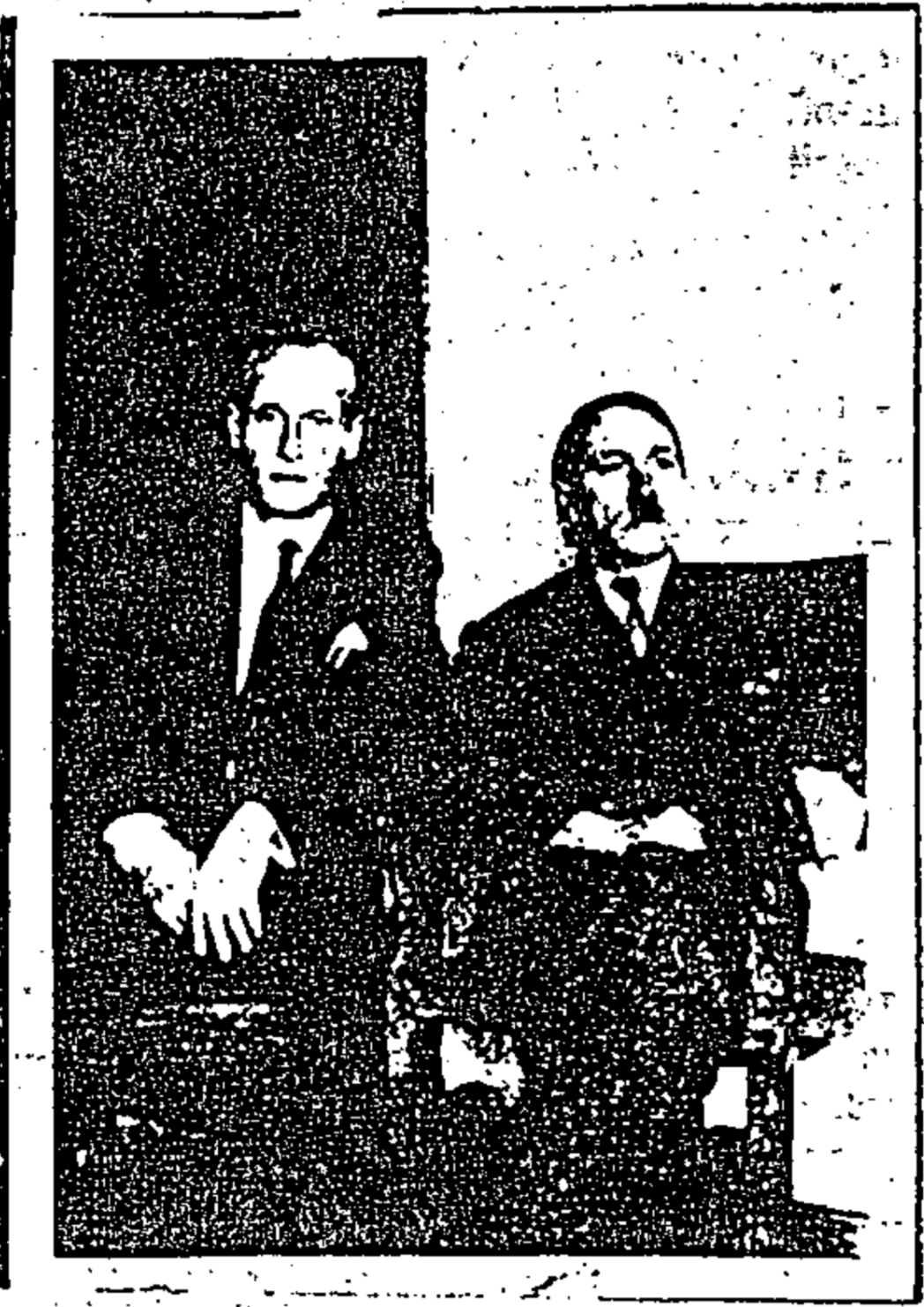
Fotografia de um documento da CIA mostrando um suposto ex-soldado da SS e um homem que ele alegou ser Hitler c. 1954

Um documento desclassificado da CIA de 3 de outubro de 1955 destaca as alegações feitas por um ex-soldado alemão da SS chamado Phillip Citroen de que Hitler ainda estaria vivo e que "deixou a Colômbia rumo a Argentina por volta de janeiro de 1955". Junto com o documento, havia uma suposta fotografia de Citroen e de uma pessoa que ele alegava ser Hitler; no verso da foto estava escrito "Adolf Schrïttelmayor" e o ano de 1954. O relatório também afirma que nem o contato que relatou suas conversas com Citroen, nem a estação da CIA estavam "em posição de fornecer uma avaliação inteligente das informações". Os superiores do chefe da estação disseram-lhe que "enormes esforços poderiam ser gastos sobre esse assunto com possibilidades remotas de estabelecer algo concreto" e que a investigação foi encerrada.
Caçando Hilter
Os investigadores da série Hunting Hitler (Caçando Hilter, em português), do History Channel, afirmam ter encontrado documentos anteriormente secretos e entrevistado testemunhas que indicavam que Hitler escapou da Alemanha e viajou para a América do Sul em submarino. Hitler e outros nazistas supostamente estariam planejando um "Quarto Reich". No entanto, essas teorias conspiratórias de sobrevivência e fuga foram descartadas pelo historiador Richard J. Evans.